# Gatuncito
Gatuncito es un corregimiento del distrito de Santa Fe en la provincia de Veraguas, República de Panamá. La localidad tiene 1.315 habitantes (2010).